# Noranta-cinc
El noranta-cinc és un nombre natural que segueix el noranta-quatre i precedeix el noranta-sis. S'escriu 95 o XCV segons el sistema de numeració emprat.

## En altres dominis
- És el nombre atòmic de l'americi
- Designa l'any 95 i el 95 aC
- És el codi telefònic internacional de Birmània
- És el sisè nombre de Thàbit